# Карлетт Гудрі
Карлетт Гудрі (англ. Carlette Guidry-White; нар. 4 вересня 1966) — американська легкоатлетка, що спеціалізується на спринті, дворазова олімпійська чемпіонка.

## Кар'єра
| Рік             | Змагання                     | Місто              | Місце           | Дисципліна            | Примітки        |
| Представник США | Представник США              | Представник США    | Представник США | Представник США       | Представник США |
| --------------- | ---------------------------- | ------------------ | --------------- | --------------------- | --------------- |
| 1991            | Чемпіонат світу              | Токіо, Японія      | 8               | біг на 100 метрів     | 11.52           |
| 1991            | Чемпіонат світу              | Токіо, Японія      | —               | естафета 4×100 метрів | DNF             |
| 1992            | Олімпійські ігри             | Барселона, Іспанія | 5               | біг на 200 метрів     | 22.30           |
| 1992            | Олімпійські ігри             | Барселона, Іспанія | 1               | естафета 4×100 метрів | 42.11           |
| 1995            | Чемпіонат світу в приміщенні | Барселона, Іспанія | 3               | біг на 60 метрів      | 7.11            |
| 1995            | Чемпіонат світу в приміщенні | Барселона, Іспанія | —               | біг на 200 метрів     | DNS             |
| 1995            | Чемпіонат світ               | Гетеборг, Швеція   | 4               | біг на 100 метрів     | 11.07           |
| 1995            | Чемпіонат світ               | Гетеборг, Швеція   | 6 (півфінали)   | біг на 200 метрів     | 22.91           |
| 1995            | Чемпіонат світ               | Гетеборг, Швеція   | 1               | естафета 4×100 метрів | 42.12           |
| 1996            | Олімпійські ігри             | Атланта, США       | 8               | біг на 200 метрів     | 22.61           |
| 1996            | Олімпійські ігри             | Атланта, США       | 1               | естафета 4×100 метрів | 42.49           |
| 1997            | Чемпіонат світу в приміщенні | Париж, Франція     | —               | біг на 200 метрів     | DNS             |
| 1997            | Чемпіонат світу в приміщенні | Париж, Франція     | 2               | естафета 4×400 метрів | 3:31.87         |